# Tjärekallsjön
Tjärekallsjön är en sjö i Bjurholms kommun i Ångermanland och ingår i Lögdeälvens huvudavrinningsområde. Sjön har en area på 0,103 kvadratkilometer och ligger 274,8 meter över havet.

## Delavrinningsområde
Tjärekallsjön ingår i det delavrinningsområde (710148-164820) som SMHI kallar för Utloppet av Tjärekallsjön. Medelhöjden är 295 meter över havet och ytan är 1,76 kvadratkilometer. Det finns inga avrinningsområden uppströms utan avrinningsområdet är högsta punkten. Vattendraget som avvattnar avrinningsområdet har biflödesordning 3, vilket innebär att vattnet flödar genom totalt 3 vattendrag innan det når havet efter 84 kilometer. Avrinningsområdet består mestadels av skog (65 procent) och sankmarker (25 procent). Avrinningsområdet har 0,1 kvadratkilometer vattenytor vilket ger det en sjöprocent på 5,8 procent.